# Gabriele Ferro
Gabriele Ferro (Biella, 1988. augusztus 17. –) olasz motorversenyző, jelenleg a MotoGP 125 köbcentiméteres géposztályának tagja.
A sorozatban 2005-ben mutatkozott be, azóta eddig összesen négy versenyen indult.

## Külső hivatkozások
- Profilja a MotoGP hivatalos weboldalán[halott link]